# Eskadron

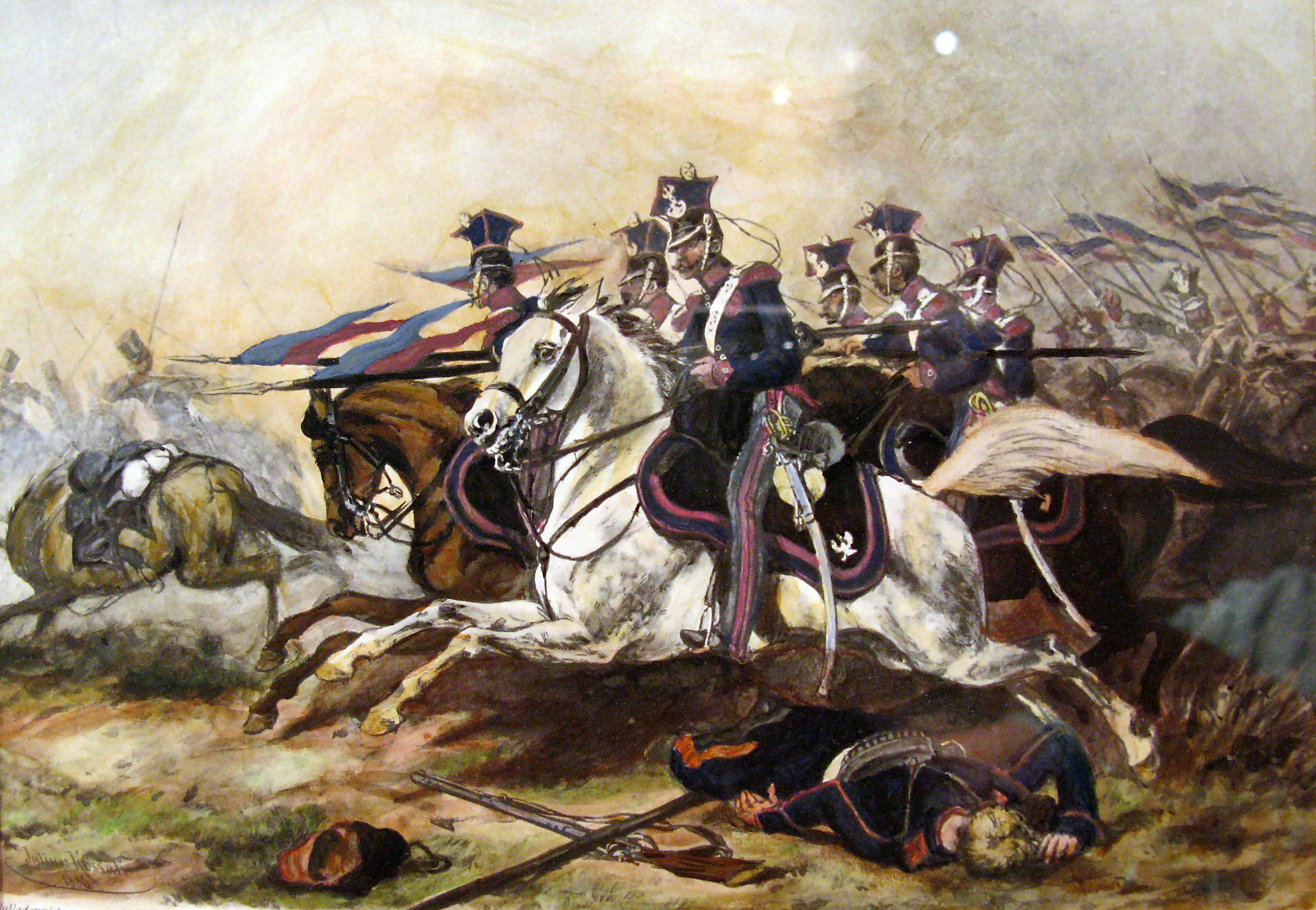
Pools eskadron in 1830-31

Een eskadron is een kleine tactische eenheid bij de cavalerie (tegenwoordig gemechaniseerd of gemotoriseerd) of Koninklijke Marechaussee. Eskadrons zijn te vergelijken met een compagnie bij de infanterie of een batterij bij de artillerie.
Een eskadron bestaat gewoonlijk uit twee tot vier gevechtspelotons, gewoonlijk tankpelotons van vier tanks en een eskadronsstaf, waarin zich de commandant bevindt. De eskadronscommandant is gewoonlijk een ritmeester of kapitein of een majoor. In Nederland kent het eskadron drie tankpelotons en een ondersteunend, "staf" peloton. Rond 1800, tijdens de Napoleontische oorlogen, bedroeg de sterkte van een eskadron in een Europees leger tussen de 150 en 200 ruiters. Een grotere groep paarden blijkt in het veld praktisch niet te manoeuvreren als eenheid. 